# Otello (Verdi)
Otel·lo és una òpera en quatre actes de Giuseppe Verdi amb llibret d'Arrigo Boito basada en la tragèdia de Shakespeare amb el mateix nom (Othello). Va ser estrenada al Teatro alla Scala, Milà, el 5 de febrer de 1887, i és la penúltima òpera del compositor.
Després d’escriure Aida (1871) i el Requiem (1874), i a mesura que progressava la dècada dels 1870, Verdi semblava cada cop més aïllat de les tendències compositives i musicals italianes. No va ser fins que Giulio Ricordi, el director de l’editorial Ricordi, va proposar junt amb el llibretista i compositor Arrigo Boito la composició d’una versió operística de l’Othello de Shakespeare el 1879, la qual Verdi va acceptar a causa de la seva gran admiració per l’escriptor anglès. A finals del mateix any, Boito ja havia escrit un esbós del llibret.
El projecte es va veure endarrerit per diverses raons, entre les quals figuren les revisions de Simon Boccanegra (en la qual va participar Boito) i Don Carlos, les quals van servir per experimentar en el nou clima artístic italià. L’obra final va ser estrenada a La Scala de Milà el 1887. Dirigida per Franco Faccio, i amb cantants com Francesco Tamagno (Otel·lo), Victor Maurel (Iago) i Romilda Pantaleoni (Desdemona), l’estrena va resultar ser un gran èxit, i es va començar a programar a la resta d'Europa. Verdi va realitzar algunes modificacions per a l’estrena al Théâtre de L’Opéra, a París, el 1894, però mai es van incorporar a la versió italiana, i no són gaire comuns, avui dia.

## Història compositiva

### El retir autoimposat de Verdi
Després de compondre Aida el 1871, l’activitat compositiva de Verdi va disminuir substancialment, donant així pas a l’inici d’un hiat de 16 anys entre estrenes operístiques del compositor. Algunes de les raons per les quals es pot haver provocat aquesta pausa són vàries. A escala econòmica, la seva seguretat financera va fer que treballar ja no fos una necessitat, i les seves energies es van centrar en el desenvolupament de les seves propietats i caritat. Molt del seu temps també anava dedicat a la supervisió i direcció de les seves últimes obres Aida i Requiem en un tour per Europa (París, Londres i Viena). També coincideix amb aquest període un escàndol públic amb la soprano Teresa Stolz, amb el seu punt àlgid l'any 1876, tot i que finalment es va resoldre, i la soprano va continuar sent bona amiga de la parella.
L’obstacle més prominent per aquesta discontinuïtat en l’activitat creativa del compositor era el sentiment de desencant amb la direcció de la nova Itàlia cosmopolita. A principis dels 1870 Verdi va ser encarregat amb la revisió del currículum dels conservatoris italians. Els seus suggeriments van ser molt austers, proposant que els estudiants entreguessin fugues diàries, estudiessin només els antics mestres italians, que escoltessin poques representacions d’òpera moderna i que evitessin les harmonies i orquestracions d’aquestes i l’acord de 7a disminuïda. També va comunicar el seu descontentament amb la creixent fascinació per l’art i el simfonisme alemany.
El Requiem va ser fruit d’una proposta original de Verdi el 1868 de compondre un rèquiem entre els compositors italians més reconeguts en honor a Rossini. L’obra es va completar, però mai es va interpretar, i quan el seu “Libera me” li va ser retornat, va decidir escriure un rèquiem sencer ell mateix, probablement encoratjat per la mort recent d'Alessandro Manzoni, a qui va dedicar la peça. Aquesta obra mostra una gran influència operística, però, i s’hi poden observar alguns elements que reivindiquen les seves opinions envers la germanització de la música italiana, retornant a la idea que ell havia proposat el 1868 de fer una obra purament italiana.

### Introducció a la idea d’Otel·lo i composició
El juny de 1879 Giulio Ricordi i Arrigo Boito van mencionar a Verdi la possibilitat de compondre una versió de l’Othello de Shakespeare. Després de Macbeth i l’intent de King Lear, aquesta proposta va resultar molt atractiva pel compositor, tot i el seu retir autoimposat.
Les revisions de Simon Boccanegra i Don Carlos realitzades prèviament van servir tant com d’experiment en el nou clima artístic italià com a prova de la col·laboració entre el llibretista Boito i Verdi.
Boito va escriure el llibret, amb nombrosos retards causats per la seva mala salut durant aquest període. Aquests retards van provocar una agitada correspondència a tres bandes entre el poeta, el publicador i el compositor, tot i que Verdi es va mantenir interessat en aquest projecte, anomenat “projecte xocolata” per mantenir en secret la possible composició d’una nova òpera. Tot i aquests aparents problemes, els quals van portar a Ricordi a demanar l’ajut de Giuseppina per conèixer la reacció de Verdi en rebre part del llibret. Giuseppina els va assegurar que li havia causat una bona impressió, però que li deixessin temps i que no li mencionessin la correspondència amb ella per evitar que se sentís pressionat. Finalment, Verdi va anunciar a Ricordi que havia rebut el llibret, i segons Giuseppina li devia agradar, ja que el va comprar. Tot i això, van passar uns altres 5 anys abans que Verdi comencés a compondre la música pels poemes de Boito.
Durant el procés compositiu es van donar més altercats, com un cas en el qual un periodista va malentendre una entrevista amb Boito, publicant que aquest volia compondre la música d’Otel·lo ell mateix, el qual quasi va causar una aturada completa del projecte, ja que Verdi es va oferir a regalar a Boito el manuscrit que ell havia començat com a mostra de bona voluntat. Afortunadament, el malentès va ser dissipat a través de correspondència directa entre els dos artistes, i finalment la seva relació en va sortir enfortida. És també en aquesta mateixa correspondència on Verdi menciona que ha deixat passar massa temps, i mostra un gran entusiasme per completar l’obra.
Composta en diversos esclats compositius, el desembre del 1886 els últims actes de l’òpera van arribar l’editorial de Ricordi. Així doncs, es marca el final de la composició Otel·lo. Boito va escriure a Verdi “El Moro no tornarà a picar a la porta del Palazzo Doris, però vostè anirà a trobar el Moro a La Scala. Otel·lo existeix. El gran somni s’ha fet realitat”.

## Argument

### Acte I
Sota una forta tempesta, Iago, Cassio i Montano, juntament amb una multitud d’espectadors, comenten sobre el destí del vaixell d’Otel·lo. Entre pregàries i confusió, el vaixell del governant arriba sa i estalvi, i Otel·lo anuncia la seva victòria sobre els otomans.
Mentre la multitud es dispersa, Iago encoratja al seu amic Roderigo dient-li que Desdemona es cansarà aviat d’Otel·lo, el seu nou marit, i que aleshores estarà disponible per a ell, revelant en aquesta mateixa conversa el seu odi per Cassio, qui ell considera que li ha pres el rang de capità. Les celebracions continuen amb una foguera, i un cop aquesta comença a minvar, Iago encoratja a Cassio perquè begui, causant que aquest acabi embriagat i acabi en una baralla amb Roderigo. Montano hi intervé i s’acaba barallant amb Cassio. Iago ordena a Roderigo que soni l’alarma, a la qual Otel·lo respon, aconseguint calmar la confusió i declarant a Cassio culpable, provocant que aquest perdi el seu nou càrrec. Desdemona apareix, i Otel·lo dispersa la multitud per poder estar a soles amb la seva dona.
Amb aquest retrobament comença un duet amorós entre els dos on Otel·lo evoca l’ambient nocturn fins que Desdemona mira al passat, recordant com Otel·lo la va enamorar amb les seves aventures passades, i com ell es va enamorar d’ella també. La intensitat de l’escena va augmentant, amb Otel·lo fins i tot arribant a desitjar la mort en aquest moment d’èxtasi, culminant amb un seguit de petons, i finalitzant l’acte amb la parella tornant al castell.

### Acte II
Després d’una introducció orquestral, Iago apareix, assegurant a Cassio que, amb ajut de Desdemona, podrà recuperar el favor d’Otel·lo. Continuant amb un soliloqui, Iago envia Cassio a parlar amb Desdemona i Emilia, i mentre observa com hi va, es prepara per enfrontar-se a Otel·lo.
El malvat comença a inflamar el governant amb preguntes i mencions provocadores mentre Cassio es guanya el favor de la dama, finalment aconseguint que aquesta es dirigeixi a Otel·lo per intentar que aquest perdoni l’antic capità. Davant la resposta preocupada d’Otel·lo, Desdemona demana perdó, temps que Iago aprofita per robar d’Emilia un mocador pertanyent a Desdemona. Les dues dames són acomiadades pel governant, qui es torna a quedar sol amb Iago, demanant de manera violenta saber la veritat. Iago aleshores comença a convèncer Otel·lo de la deslleialtat de la seva dona, primerament amb paraules i finalment amb el mocador robat prèviament. Amb aquesta discussió el convenç, i tots dos prometen venjar-se.

### Acte III
Una introducció orquestral, derivada de la descripció de Iago de la gelosia al segon acte, ens recorda que les seves maquinacions encara estan en curs. Un herald anuncia l’arribada imminent d’ambaixadors venecians, i Iago aconsella Otel·lo perquè s’amagui i esperi l’arribada de Cassio i més proves. Desdemona apareix amb el seu segon duet amb Otel·lo, retornant a l’assumpte de Cassio. Otel·lo respon descrivint la naturalesa màgica del mocador perdut de Desdemona, la seva fúria incrementant quan aquesta intenta retornar a la temàtica de Cassio. Finalment, ell l’acusa d’infidelitat, al qual ella respon primer amb confusió i després amb dolor. Otel·lo sembla calmat, en un principi, però ràpidament les seves acusacions revifen amb més ira. A manera de comiat cruel, l’heroi recorda la música calmada del duet, però la trenca amb un greu insult i fa fora de la sala Desdemona.
Otel·lo retorna al centre de l’escenari per al seu solo més extens, un soliloqui autocomplaent que alterna entre fragments quasi incoherents i lirisme controlat. Iago apareix i guia a Otel·lo perquè pugui veure a Cassio parlar de Desdemona, i parlant del seu afer amb Bianca, una cortesana, contrastant així l’intercanvi còmic entre Cassio i Iago amb el comentari angoixat de l’heroi.
Amb l’arribada dels ambaixadors venecians anunciada per les trompetes, Otel·lo i Iago discuteixen sobre el mètode pel qual Desdemona ha de morir, arribant a la conclusió que hauria de ser asfixiada al llit. Iago marxa per anar-la a buscar quan els dignataris entren. Lodovico li dona una carta del Doge a Otel·lo. Aquesta el crida a tornar a Venècia, deixant a Cassio al seu lloc. En aquest mateix discurs Othello es dirigeix violentament cap a la seva dona, arribant a tirar-la a terra en un moment. Mentre aquesta desenvolupa un solo, Iago assegura a Otel·lo que s’encarregarà de Cassio en la seva absència, i delegant a Roderigo per aquesta tasca. Otel·lo acomiada a tothom, maleint a Desdemona abans de quedar-se a soles amb Iago. Després d’uns murmuris incoherents es desmaia, al qual Iago reacciona amb un gest triomfant i proclamant-se el Lleó de Venècia.

### Acte IV
Introduït amb un solo de corn anglès, l’últim acte comença amb Desdemona parlant amb Emilia sobre l’estat del seu marit. Amb una premonició sobre la seva mort, Desdemona s’acomiada de la seva dama i resa abans d’anar-se’n a dormir.
Otel·lo entra a escena amb un solo de contrabaix. Deixant l’espasa i apagant la torxa que il·lumina l’habitació, l’heroi s’apropa al llit i desperta Desdemona amb tres petons, donant lloc a l’últim duet dels dos. Aquest duet va progressant i augmentant d’intensitat fins que Otel·lo, ignorant les protestes de Desdemona per la seva innocència i els seus precs, la mata tal com havia planejat, sufocant-la. Emilia entra en escena i informa Otel·lo que Cassio ha sobreviscut al matar Roderigo, i en descobrir Desdemona, qui intenta protegir a Otel·lo amb les seves últimes paraules, sona l’alarma. Cassio, Lodovico, Iago i diversos homes armats hi responen, i és aleshores quan es comença a descobrir el pla de Iago, primer amb l’explicació de com Iago havia robat el mocador a Emilia, i després amb la confessió de Roderigo en morir, comunicada per Lodovico. Otel·lo s'adona del seu tràgic error, i amb una última oració i reminiscència del seu passat gloriós agafa l’espasa i s’apunyala a si mateix. Mentre s’arrossega per jeure al costat del cos de Desdemona, les seves últimes paraules són una repetició del tema amorós present al primer acte.

## Enregistraments

### Àudio (selecció)
| Any  | Elenc (Otello, Desdemona, Iago)                          | Director            | Segell              |
| ---- | -------------------------------------------------------- | ------------------- | ------------------- |
| 1954 | Mario Del Monaco, Renata Tebaldi, Aldo Protti            | Alberto Erede       | Decca               |
| 1960 | Jon Vickers, Leonie Rysanek, Tito Gobbi                  | Tullio Serafin      | RCA                 |
| 1961 | Mario Del Monaco, Renata Tebaldi, Aldo Protti            | Herbert Von Karajan | Decca               |
| 1968 | James McCracken, Gwyneth Jones, Dietrich Fischer-Dieskau | John Barbirolli     | EMI                 |
| 1974 | Jon Vickers, Mirella Freni, Peter Glossop                | Herbert Von Karajan | EMI                 |
| 1977 | Carlo Cossutta, Margaret Price, Gabriel Bacquier         | Georg Solti         | Decca               |
| 1978 | Plácido Domingo, Renata Scotto, Sherrill Milnes          | James Levine        | RCA                 |
| 1985 | Plácido Domingo, Katia Ricciarelli, Justino Díaz         | Lorin Maazel        | EMI                 |
| 1991 | Luciano Pavarotti, Kiri Te Kanawa, Leo Nucci             | Georg Solti         | Decca               |
| 1993 | Plácido Domingo, Cheryl Studer, Sergei Leiferkus         | Myung-Whun Chung    | Deutsche Grammophon |

### Vídeo (selecció)
| Any  | Elenc (Otello, Desdemona, Iago)                         | Director            | Segell              |
| ---- | ------------------------------------------------------- | ------------------- | ------------------- |
| 1973 | Jon Vickers, Mirella Freni, Peter Glossop               | Herbert von Karajan | Deutsche Grammophon |
| 1982 | Vladimir Atlantov, Kiri Te Kanawa, Piero Cappuccilli    | Zoltán Peskó        | Warner Music Vision |
| 1985 | Plácido Domingo, Katia Ricciarelli, Justino Díaz        | Lorin Maazel        | MGM DVD             |
| 1992 | Plácido Domingo, Kiri Te Kanawa, Sergei Leiferkus       | Georg Solti         | Kultur              |
| 1996 | Plácido Domingo, Renée Fleming, James Morris            | James Levine        | Deutsche Grammophon |
| 2001 | Plácido Domingo, Barbara Frittoli, Leo Nucci            | Riccardo Muti       | TDK                 |
| 2010 | Aleksandr Antonenko, Marina Poplàvskaia, Carlos Álvarez | Riccardo Muti       | Unitel Classica     |
| 2014 | Gregory Kunde, Carmela Remigio, Lucio Gallo             | Myung-Whun Chung    | Unitel Classica     |